# (474100) 2016 LX7
(474100) 2016 LX7 es un asteroide perteneciente al cinturón de asteroides, descubierto el 16 de junio de 2012 por el equipo del Mount Lemmon Survey desde el Observatorio del Monte Lemmon, Arizona, Estados Unidos.

## Designación y nombre
Designado provisionalmente como 2016 LX7.

## Características orbitales
2016 LX7 está situado a una distancia media del Sol de 2,538 ua, pudiendo alejarse hasta 3,051 ua y acercarse hasta 2,026 ua. Su excentricidad es 0,201 y la inclinación orbital 14,58 grados. Emplea 1477 días en completar una órbita alrededor del Sol.

## Características físicas
La magnitud absoluta de 2016 LX7 es 17,222.